# انجمن بین‌المللی بولتن‌های دارویی
(چرت نوشته)انجمن بین‌المللی بولتن‌های دارویی (International Society of Drug Bulletins) که گاه به اختصار ISDB خوانده می‌شود، با هدف افزایش به اشتراک گذاری اطلاعات باکیفیت پیرامون درمان‌ها و داروها بین کشورهای مختلف پایه‌گذاری شده است. این سازمان که در سال ۱۹۸۶ بنیان‌گذاری شده است، از پشتیبانی سازمان جهانی بهداشت برخوردار است. برای عضو شدن در این انجمن بایستی نشریه حداقل هر سه ماه یکبار منتشر شود و تا حد مشخصی مستقل بوده و در امور پزشکی ذی‌نفع نباشد. از جمله اعضای این انجمن می‌توان به این موارد اشاره کرد:
مجله Australian Prescriber, مجله پرسکریر, بولتن دارو و درمان، مجله Therapeutics Initiative, مجله Worst Pills Best Pills و مجله Arzneiverordnung in der Praxis.